# Erison Carlos dos Santos Silva
Erison Carlos dos Santos Silva, mais conhecido como Pingo (Barra do Piraí, 22 de maio de 1980), é um ex-futebolista brasileiro que atuava como volante.

## Carreira
Em 2009 chegou ao elenco do Avaí para disputar a temporada 2009 do Campeonato Catarinense e da Série A do campeonato brasileiro. No clube catarinense não foi muito aproveitado, tanto que atuou em apenas uma partida pelo time no Brasileiro. Suas maiores atuações foram na Copa Santa Catarina pelo time B do Avaí. No final da temporada, foi dispensado.

## Títulos
Corinthians
- Torneio Rio-São Paulo: 2002
- Copa do Brasil - 2002
- Campeonato Paulista - 2003

Avaí
- Campeão Catarinense - 2009